# Washburn (Dakota del Nord)
Washburn è un centro abitato (city) degli Stati Uniti d'America, capoluogo della Contea di McLean, nello Stato del Dakota del Nord. Nel censimento del 2000 la popolazione era di 1 389 abitanti. La città è stata fondata nel 1882.

## Geografia fisica
Secondo i rilevamenti dell'United States Census Bureau, la località di Washburn si estende su una superficie di 4,90 km², dei quali 4,60 km² sono occupati da terre, mentre 0,30 km² dalle acque.

## Popolazione
Secondo il censimento del 2000, a Washburn vivevano 1 389 persone, ed erano presenti 407 gruppi familiari. La densità di popolazione era di 301 ab./km². Nel territorio comunale si trovavano 659 unità edificate. Per quanto riguarda la composizione etnica degli abitanti, il 98,78% era bianco e lo 0,72% era nativo. Lo 0,22% apparteneva ad altre razze, mentre lo 0,29% apparteneva a due o più. La popolazione di ogni razza ispanica corrispondeva allo 0,50% degli abitanti.
Per quanto riguarda la suddivisione della popolazione in fasce d'età, il 28,4% era al di sotto dei 18, il 5,2% fra i 18 e i 24, il 27,3% fra i 25 e i 44, il 26,3% fra i 45 e i 64, mentre infine il 12,9% era al di sopra dei 65 anni di età. L'età media della popolazione era di 40 anni. Per ogni 100 donne residenti vivevano 102,2 maschi.